# Alina Chynkarenko
Alina Vitaliïvna Chynkarenko (en ukrainien : Аліна Віталіївна Шинкаренко), née le 14 novembre 1998 à Donetsk, est une nageuse synchronisée ukrainienne.

## Palmarès

### Championnats du monde
- Championnats du monde de natation 2019 à Gwangju :
  -  Médaille d'or en highlight.
  -  Médaille de bronze par équipe libre.
  -  Médaille de bronze en combiné.
  -  Médaille de bronze par équipe technique.
- Championnats du monde de natation 2017 à Budapest :
  -  Médaille d'argent en combiné.

### Championnats d'Europe
- Championnats d'Europe de natation 2020 à Budapest :
  -  Médaille d'or par équipe libre.
  -  Médaille d'or en combiné.
  -  Médaille d'or en highlight.
  -  Médaille d'argent par équipe technique.
- Championnats d'Europe de natation 2018 à Glasgow :
  -  Médaille d'or en combiné.
  -  Médaille d'argent par équipe libre.
  -  Médaille d'argent par équipe technique.

### Jeux européens
- Jeux européens de 2015 à Bakou :
  -  Médaille de bronze par équipe.
  -  Médaille de bronze en combiné.